# (26732) Damianpeach
(26732) Damianpeach est un astéroïde de la ceinture principale.

## Description
(26732) Damianpeach est un astéroïde de la ceinture principale. Il fut découvert le 22 avril 2001 à l'observatoire Desert Beaver par William Kwong Yu Yeung. Il présente une orbite caractérisée par un demi-grand axe de 2,28 UA, une excentricité de 0,10 et une inclinaison de 2,4° par rapport à l'écliptique.